# 케이블 하치만구산조역
케이블 하치만구산조역(일본어: ケーブル八幡宮山上駅)은 일본 교토부 야와타시에 소재하는 게이한 전기철도 강삭선의 역이다.
약 3분 거리에, 게이한 본선과 접속되는 야와타시 역과 맞닿는다. 단, 야와타시 역에서 환승하려면 한번 개찰구를 나올 필요가 있다.

## 역사
- 1926년 6월 22일: 오토코야마 삭도의 오토코야마 역으로 영업 개시.
- 1928년 5월 28일: 회사명 변경에 의한 오토코야마 철도역이 됨.
- 1944년 2월 11일: 자재 공출로 인하여 폐지.
- 1955년 12월 3일: 게이한 전기철도 강삭선의 하치만구 역으로 재개업.
- 1957년 1월 1일: 오토코야마산조 역으로 역명 변경.

## 역 구조
빗형 2면 1선의 승강장이지만, 통상으로는 서쪽 1면 1선만 사용된다. 개찰구는 무인화되어 있으며(운전 취급으로 담당자를 두었음), 본 역에서 승차하는 경우에는 야와타시 역에서 출전 시 운임을 정산하는 방식이다.

## 역 주변
- 이와시미즈 하치만 궁
- 국학원

## 인접역
| 게이한 전기철도 ■ 강삭선(오토코야마 케이블) | 게이한 전기철도 ■ 강삭선(오토코야마 케이블) | 게이한 전기철도 ■ 강삭선(오토코야마 케이블) |
| ------------------------------------------- | ------------------------------------------- | ------------------------------------------- |
| 케이블 하만구치 야와타시 방면               |                                             | 시·종착역                                   |